# Богородское (Юрьев-Польский район)
Богородское — село в Юрьев-Польском районе Владимирской области России, входит в состав Небыловского сельского поселения.

## География
Село расположено в 13 км на северо-запад от центра поселения села Небылое и в 17 км на восток от райцентра города Юрьев-Польский.

## История
Богородское одно из древнейших поселений Юрьев-Польского района. Во второй половине XIV века оно принадлежало Великому князю Дмитрию Ивановичу Донскому, который в духовной грамоте, написанной в 1389 году, завещал «село Богородское на Богоне» одному из младших сыновей своих князю Петру Дмитриевичу. От князя Петра Дмитриевича Богородское перешло к старшему брату Великому князю Василию Дмитриевичу. Великий князь Василий Дмитриевич в двух своих духовных грамотах, написанных в 1406 и 1424 годах, отписал Богородское супруге своей княгине Софье Витовтовне. Название села Богородским дает основание думать, что в нем первоначальная церковь была основана в честь Пресвятой Богородицы. В патриарших книгах XVII столетия в Богородском показана церковь в честь Успения Божьей Матери. В 1829 году на средства прихожан была построена холодная каменная церковь в честь Успения Божьей Матери с колокольней и оградой, теплая церковь построена в 1846 году, престол в ней был один — в честь Введения Пресвятой Богородицы. В 1893 году приход состоял из села Богородского, села Боярова и деревни Горбовой. Всех домов в приходе 119, мужчин — 342, женщин — 365. С 1893 года в селе была открыта школа грамоты, помещавшаяся в наемном доме. В годы Советской Власти обе церкви были разрушены.
В конце XIX — начале XX века село входило в состав Никульской волости Юрьевского уезда.
С 1929 года село входило в состав Никульского сельсовета Юрьев-Польского района, с 1935 года — Небыловского района, с 1965 года — в составе Федоровского сельсовета Юрьев-Польского района, с 2005 года — в составе Небыловского сельского поселения.

## Население
| 1859 |
| ---- |
| 280  |

| 1859 | 1905 | 2002 | 2010 | 2021 |
| ---- | ---- | ---- | ---- | ---- |
| 280  | ↗392 | ↘2   | →2   | →2   |